# Refugiați nigerieni
Refugiații nigerieni sunt persoane originare din Nigeria, dar care caută refugiu în afara granițelor țării lor natale. Nigeria se confruntă cu o criză a refugiaților care se prelungește de aproape un deceniu, în principal din cauza insurecției din nordul Nigeriei de către Boko Haram. Numărul persoanelor strămutate în interiorul țării din cauza insecurității și insurgenței din nordul Nigeriei este probabil unul dintre cele mai mari din lume.

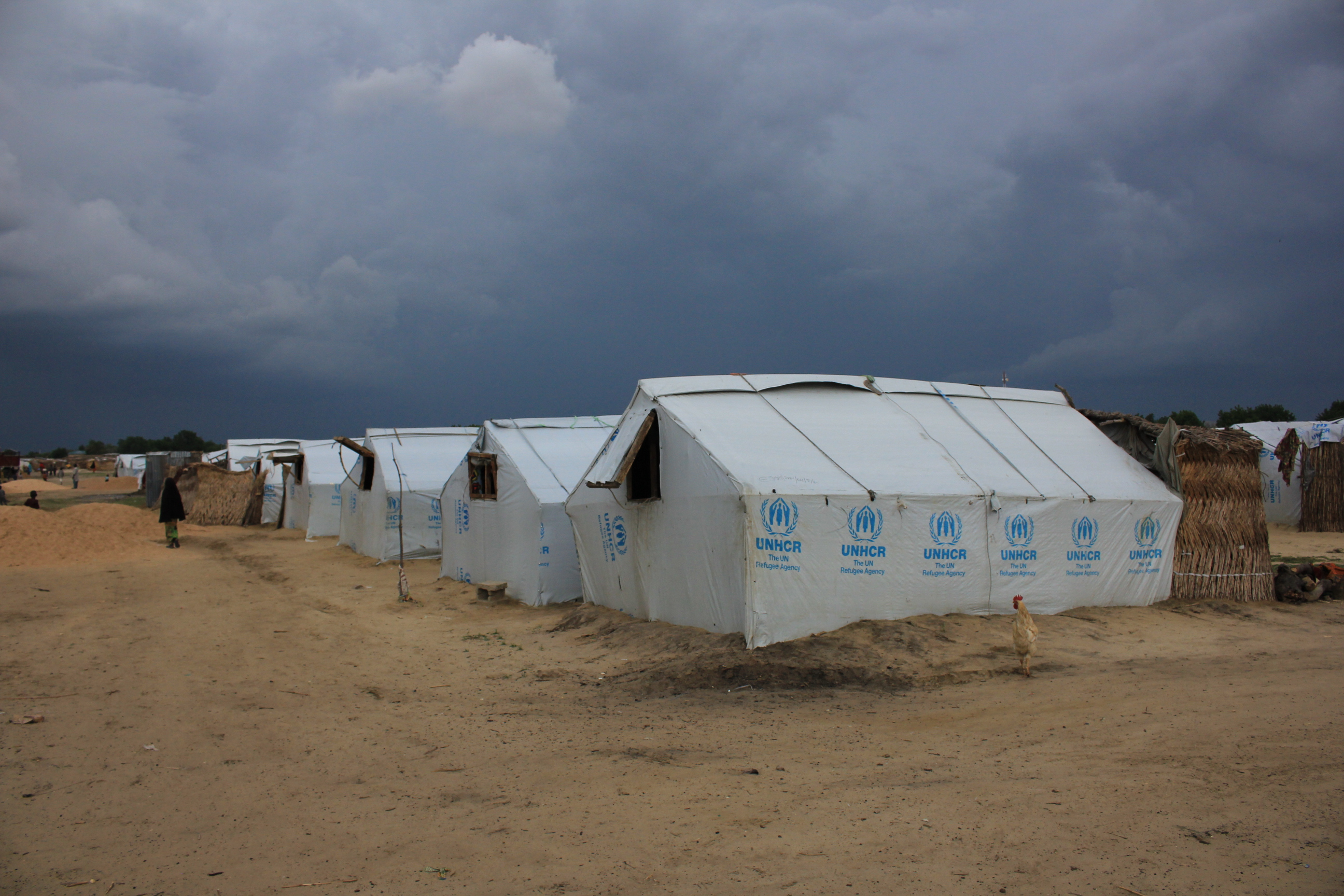
Tabără de refugiați din Nigeria

## Refugiați nigerieni în Niger
Refugiații din Nigeria care fug de violențele din partea Boko Haram locuiesc cu populațiile locale în regiunea Diffa, Niger. La 11 iunie 2014, Comitetul Internațional de Salvare (IRC) estimează că până la 1.000 de refugiați trec granița în regiunea Diffa din Niger pe săptămână. Patru din cinci sunt femei și fete. IRC estimează că, dacă violența continuă în nordul Nigeriei, până la 100.000 de refugiați ar putea locui în Diffa până la sfârșitul anului.

## Refugiații nigerieni în Camerun
La 30 octombrie 2013, IRIN raportează:
„Există un număr mare de refugiați nigerieni în regiunea Extremului Nord din Camerun”, a declarat marți Înaltul Comisariat al Națiunilor Unite pentru Refugiați, pe 12 februarie 2019, că va reloca refugiații nigerieni din Kousseri, un oraș din regiunea Extremului Nord, într-o tabără, unde construcția urgentă de adăposturi și instalații sanitare era deja în curs de desfășurare. S-a adăugat că, odată ce verificarea va fi finalizată, relocarea va aduce numărul total de refugiați nigerieni din Camerun la aproape 66.000, dintre care 41.571 de refugiați au fost deja verificați de UNHCR.”

Vorbind la o conferință de presă la Geneva, Adrian Edwards, reprezentant UNHCR, a declarat că convoaiele de relocare de la graniță la Kousseri vor începe miercuri. UNHCR va organiza transferuri zilnice a 2.000 de refugiați în tabără. La Minawao, UNHCR va oferi ajutoare de bază, cum ar fi pături, seturi de bucătărie și săpun. Tabăra găzduiește în prezent 32.621 de refugiați nigerieni.
Mulți dintre nigerienii care au fugit în Camerun preferă să stea la prieteni și familie în apropierea zonelor de frontieră.
„Populația de refugiați care fuge de Boko Haram este împrăștiată în localități foarte inaccesibile din nordul Camerunului, iar mulți dintre cei care refuză să fie înregistrați și să rămână în tabere sunt încă la mila sectei [Boko Haram] și sunt văzuți ca o amenințare la adresa securității locale”, a declarat Hamon de la UNHCR. 
Autoritățile se tem că lipsa înregistrării ar putea facilita infiltrarea Boko Haram în țară.
”